# Moneda aksumita

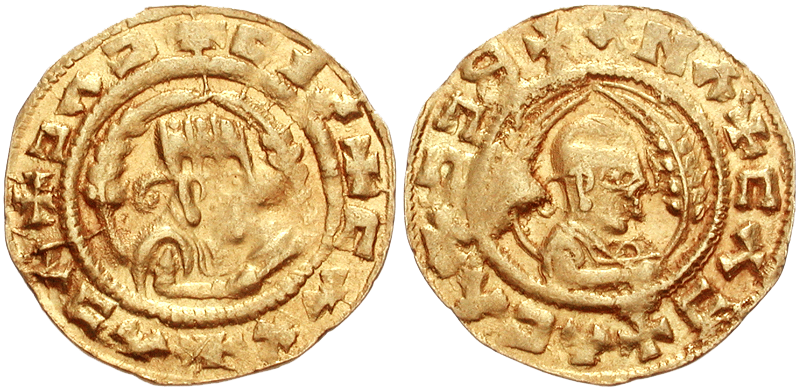
Moneda de oro del siglo 5 del Rey Ebana.

La moneda aksumita fue una moneda producida y usada dentro del Reino de Aksum (o Axum) centrado en las actuales Eritrea y Etiopía. Sus acuñaciones se emitieron y circularon desde el reinado del rey Endubis alrededor del año 270 d. C. hasta que comenzó su declive en la primera mitad del siglo VII. Durante el sucesivo período medieval, la moneda Mogadiscio, acuñada por el Sultanato de Mogadiscio, fue la moneda de mayor circulación en el Cuerno de África. La moneda de Aksum sirvió como un método de propaganda para demostrar la riqueza del reino y promover la religión nacional (primero el politeísmo y más tarde el cristianismo oriental). También facilitó el comercio del Mar Rojo, sobre el que prosperó. La moneda también resultó ser indispensable para establecer una cronología fiable de los reyes aksumitas debido a la falta de un extenso trabajo arqueológico en la zona.

## Orígenes

### Periodo previo a la moneda
Aunque la emisión de monedas acuñadas no comenzó hasta alrededor del año 270, las monedas de metal pueden haber sido utilizadas en Aksum siglos antes de la acuñación centralizada. El Periplo del mar Eritreo menciona que el estado Aksumite importó el latón (griego: ορείχαλκος, romanizado: orikhalkos), «el cual usaron para adornos y para cortar como dinero», e importaron «un poco de dinero (denario) para [su uso por] extranjeros que viven allí.» Se puede deducir, por lo tanto, que los primeros reyes aksumitas, ubicados en las aguas comerciales internacionales del Mar Rojo, reconocieron la utilidad de una moneda estandarizada para facilitar el comercio nacional e internacional.

### Influencias
Aunque las monedas askumitas son autóctonas en cuanto a su diseño y creación, es innegable que existieron algunas influencias externas que fomentaron el uso de monedas. Cuando las monedas se acuñaron por primera vez en Aksum, hubo un extenso comercio con los romanos en el Mar Rojo; tampoco se puede descartar la influencia Kushana o persa. Se han encontrado monedas romanas, himyaritas y kushana en las principales ciudades aksumitas. Sin embargo, solo se ha podido comprobar la veracidad de cantidades muy pequeñas y la circulación de moneda extranjera parece haber sido limitada. Aunque los reinos de Arabia del Sur también habían acuñado monedas, ya habían dejado de usarse en el momento de la participación aksumita en Arabia del Sur bajo la GDRT, y solo muy raramente producían del tipo electro u oro (plata principalmente en Saba e Himyar, mientras que bronce en Hadhramaut), lo que hace poco probable su influencia. El principal impulso, sin embargo, no era de emulación sino de carácter económico; el mar Rojo y sus costas siempre habían sido una zona de comercio internacional, y las monedas facilitarían enormemente el comercio y la riqueza en la ahora "potencia mundial". A pesar de estas influencias, las monedas eran de diseño genuinamente indígena, y las influencias extranjeras eran relativamente débiles y pocas en número.

## Período precristiano
La moneda aksumita se acuñó por primera vez en las últimas etapas del crecimiento del imperio, cuando su Edad de Oro ya había comenzado. La acuñación de monedas comenzó alrededor del año 270, junto con el reinado de Endubis.

## Fuente de materiales

### Oro

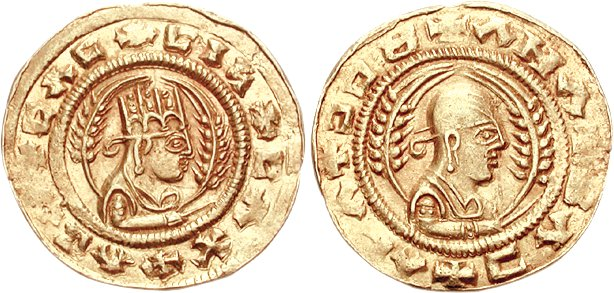
Moneda de oro de Endubis.

El oro parece haber sido adquirido de varias fuentes. El oro probablemente vino de Sasu (sur de Sudán), así como de las fuentes etíopes más cercanas, aunque este último no está bien documentado para la región del norte. Un comercio de oro de las zonas del sur de Etiopía, como la provincia o reino medieval de Innarya, ha sido atestiguado desde el siglo VI (es decir, de los escritos de Cosmas Indicopleustes) y continuó hasta los días de James Bruce (siglo XVIII). El oro también provino de fuentes más al norte como Gojjam, tierras Beja y lo que ahora es Eritrea, aunque estas dos últimas son menos probables. Sin embargo, en un reciente análisis de exploración de oro en Eritrea se han encontrado importantes depósitos de oro en Emba Derho, y también se certifican depósitos en Zara, en el centro-oeste de Eritrea.

### Plata y otros

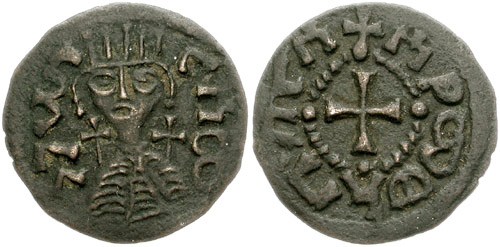
Moneda básica con el retrato poco común.

Mientras que se han comprobado las fuentes locales de oro durante la era de Aksumite, la plata parece haber sido más rara en Aksum. No se mencionan las minas de plata en la región hasta los siglos XV y XVI. Aunque la plata fue importada, como lo demuestra el Periplo del mar Eritreo, dada la preponderancia de monedas de plata, no pudo haber sido la única fuente de plata en Aksum. Además, un número significativo de monedas de plata contiene incrustaciones de oro (presumiblemente para aumentar el valor), lo que habría sido innecesario si la plata fuera tan escasa que tuviera que ser principalmente importada. Es posible que la plata fuera obtenida del refinamiento del oro, lo que a veces ocurre naturalmente con la plata en una aleación llamada electro. El cobre y el bronce no parecen haber existido localmente en el imperio aksumita, aunque se anotaron como importaciones en El periplo del mar Eritreo.

## Valor
Aunque las monedas de oro eran sin duda la emisión más valiosa, seguida de la plata, no se conoce la relación exacta entre las tres emisiones (oro, plata y bronce). El suministro de oro estaba estrechamente controlado por el estado de Aksumite, como señaló Cosmas Indicopleustes, y otros metales preciosos fueron también, sin duda, estrechamente controlados, lo que permitió al estado de Aksumite asegurar el uso de su moneda. La calidad de las monedas de Aksumite también estaban estrechamente controladas, generalmente de alta pureza. Por ejemplo, la pureza más baja del oro registrado hasta ahora para Aphilas es del 90 por ciento. Las primeras emisiones a menudo estaban muy cerca de sus pesos teóricos, y algunos incluso lo superaban.) Sin embargo, el peso de las monedas tendía a disminuir con el tiempo (aunque no de manera continua o uniforme). Esto pudo haber reflejado un deseo de ajustarse a la reforma monetaria de Dioclesiano del año 301, cuando el áureo se redujo de 1/60 de una libra a 1/72. A pesar de la disminución de peso, la pureza del oro se mantuvo en gran medida, incluso por los reyes posteriores. La abundancia relativa de monedas de Aksumite, así como las muchas que todavía no se han encontrado, indican que Aksum debe haber tenido acceso a grandes cantidades de oro.

## Diseño

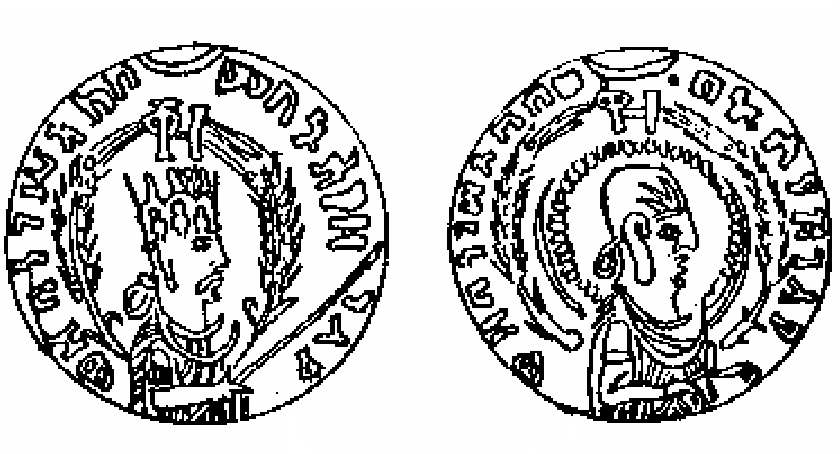
Dibujo de una moneda de oro de Wazeba utilizando la escritura y el lenguaje Ge'ez.

Las monedas a menudo estaban inscritas en griego, ya que gran parte de su comercio era con el "Graecised Orient". Más tarde las inscripciones hicieron más uso del Ge'ez, el idioma de los aksumitas, lo que tal vez indique una disminución en su uso para más comercio internacional (es decir, con Roma e India). En el anverso de las monedas siempre figuraba una imagen del rey (casi siempre de perfil) con una corona o un casco/tocado. El tocado tenía alguna imagen que quizá representara pliegues, rayos o rayos solares en la parte delantera, así como el extremo atado de un paño o cinta para sostener el casco o el tocado en su lugar. La mayoría de las monedas también incluían una inscripción (generalmente en griego) que significa "Rey de Aksum" o “Rey de los aksumitas" (Basileo AXWMITW). Sin embargo, muchas monedas también fueron acuñadas de forma anónima (o incluso póstuma), especialmente durante el siglo V. Las inscripciones en las monedas podrían incluir un nombre bisi ("hombre de", Ge'ez: bə'əsyä ብእስየ) o un epíteto (comenzando con Əllä, Ge'ez: እለ "el que"), además del nombre personal del rey. Los nombres Bisi se usaron más a menudo en conjunción con nombres personales en monedas anteriores, mientras que los epítetos eran más comunes en años posteriores, siendo el único nombre inscrito en unas pocas fuentes. El texto griego se utilizaba junto con las inscripciones en escritura Ge'ez, pero fue el único lenguaje utilizado en las monedas de oro, con la excepción de las monedas en idioma Ge'ez de Wazeba y MHDYS. Con el tiempo, el uso del griego en las monedas (oro, plata y bronce) se deterioró, lo que indica el declive de Aksum. Además, empezando con MHDYS para las monedas de bronce y Wazeba para las de plata, Ge'ez reemplazó gradualmente al griego en las leyendas.

### Lemas
Las monedas de Aksumite utilizaron una serie de lemas a lo largo del período en el que fueron acuñadas, comenzando a principios del siglo IV. En este tiempo, numerosas monedas anónimas de bronce con simplemente Βασιλεύς (Basileo: "Rey") en el anverso fueron acuñadas por el rey Ezana o uno de sus sucesores. Las monedas llevaban en el reverso el primer ejemplo de un lema aksumita, "Que esto complazca al pueblo" (Griego: ΤΟΥΤΟΑΡΕΣΗΤΗΧΩΡΑ). Más tarde fue escrito en Ge'ez sin vocalizar como "ለሐዘበ ፡ ዘየደአ" LʾḤZB ZYDʾ y bajo el Rey Kaleb como "ለሀገረ ፡ ዘየደአ" LHGR ZYDʾ, "Que esto complazca a la ciudad [país].") Otros reyes utilizaron lemas similares. Las monedas del emperador Armah de principios del siglo VII tenían inscritas en la parte posterior ""ፈሰሐ ፡ ለየከነ ፡ ለአዘሐበ" FŚḤ LYKN LʾḤZB (vocalización: ፍሥሓ ፡ ለይኲን ፡ ለአሕዛብ ፡ fiśśiḥā la-yikʷin la-'aḥzāb, "Que los habitantes sean alegres," lit. "Alegría para los pueblos").

## Reyes
Las monedas fueron acuñadas en nombre de dieciocho reyes aksumitas del año 295 hasta el 620: Endybis, Aphilas, Ousanas I, WZB, Ezana, Ouazebas, Eon, MHDYS, Ebana, Nezana, Ousanas II, Kaleb, Armah, Ella Gabaz, Israel, Gersem, Joel y Hethasas.

### Endybis

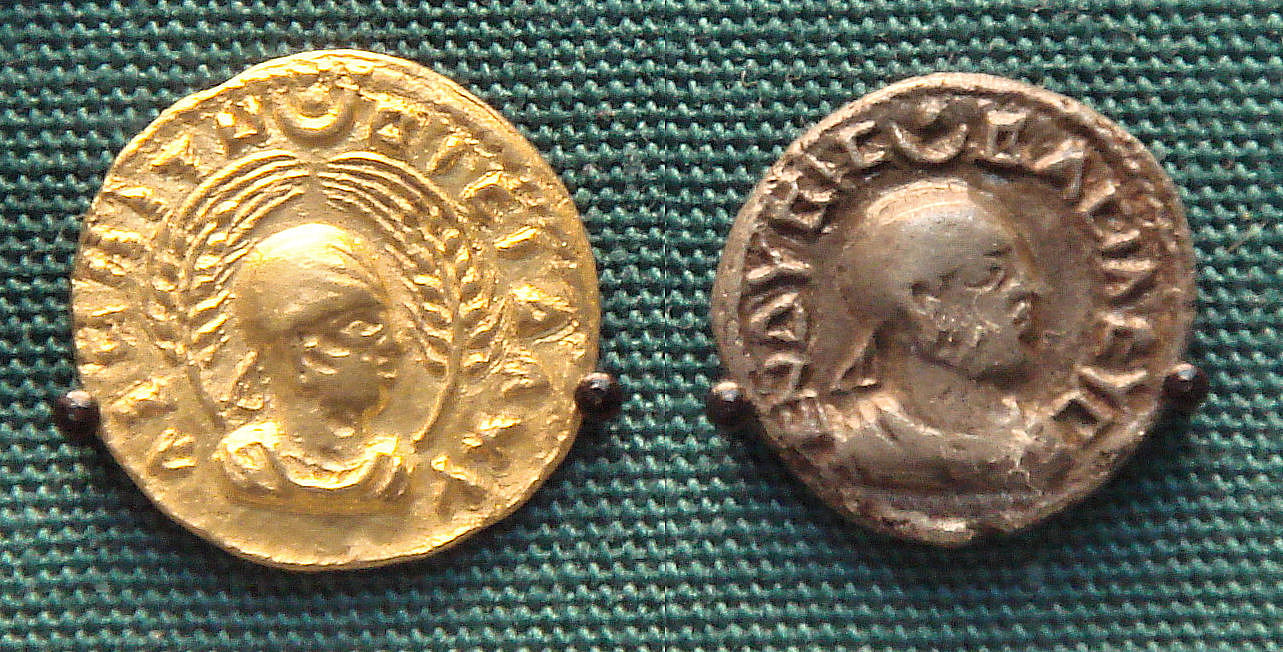
Monedas del Rey Endybis, 227-235 d. C. Museo Británico. En la moneda izquierda se puede leer en griego "BACIΛEYC AΧWMITW", "Emperador de Axum". En la moneda derecha se puede leer en griego: "ΕΝΔΥΒΙϹ ΒΑCΙΛΕΥϹ", "Rey Endybis".

Endubis, el primer rey aksumita conocido en acuñar monedas, se centró casi enteramente en su imagen tanto en el anverso como en el reverso. Las imágenes eran de su cabeza y la mitad superior de su pecho de perfil, con un tocado real o casco y abundantes joyas. Además de inscribir su nombre de reinado, Endybis también señaló su "nombre bisi, una práctica continuada por sus primeros sucesores, pero que a menudo desapareció en monedas posteriores. El nombre bisi era una especie de afiliación tribal o "ethnikon" (es decir, una referencia al linaje del rey) que era diferente para cada rey. Endybis también hizo hincapié en su religión a través del símbolo precristiano del disco y la media luna como método de propaganda (un propósito que las monedas ya cumplían). Un segundo motivo utilizado por Enibis y que se continuó usando en monedas siguientes fue el de dos (aunque a veces uno en años posteriores) espigas de cebada o trigo alrededor de la imagen de su cabeza de perfil. Aunque no existe evidencia escrita, dada su posición prominente alrededor de la imagen del rey, las dos espigas de cebada (o trigo) pueden haber sido símbolos representativos del estado aksumita. Aunque las monedas posteriores serían más pequeñas, Endybis eligió el áureo romano para estandarizar los pesos de las monedas de Aksumite contra, con emisiones en oro a medio áureo alrededor de 2,70 gramos (más precisamente, el peso teórico puede haber sido 2,725g).

### Aphilas

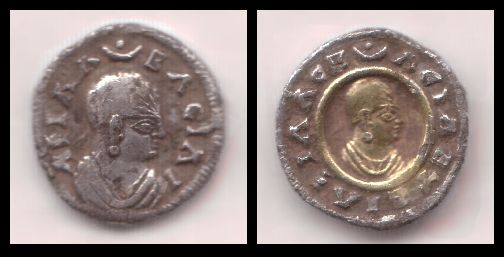
Moneda de plata de Aphilas con incrustación dorada.

Mientras que todas las monedas de Endubis muestran al rey con un tocado o casco, las monedas de Aphilas muestran al rey con una impresionante corona alta encima del tocado. La corona presentaba columnatas de arcos que sostenían altas espigas, sobre las que descansaban grandes discos de composición no identificada. Además de la corona y el tocado, las monedas de Aphilas incluyeron otras imágenes de insignias reales, como una lanza, una rama con bayas, la representación de las armas, la adición de borlas con flecos al manto imperial, y más joyas, como amuletos y pulseras. A pesar de esta innovación, Aphilas siguió utilizando la imagen de sí mismo con el tocado real en algunas monedas, a veces como reverso, mientras que su imagen coronada solo se encuentra en el anverso. Una de sus emisiones incluía su imagen frontal en el anverso, que terminó con su reinado y solo fue revivida por los reyes tardíos. Otros dos rasgos de acuñación de Aphilas también fueron abandonados por los gobernantes posteriores. Uno de ellos fue el uso de solo la inscripción "Rey Aphilas" como reverso de una moneda, la única cara puramente epigráfica jamás utilizada en una moneda aksumita. La otra era su uso de una sola espiga de cebada o trigo como reverso, aunque el uso de dos espigas alrededor de la imagen del rey continuó. Aphilas introdujo una serie de estándares diferentes para los tres metales, algunos de los cuales duraron hasta el siglo VII, mientras que el uso de otros terminó con su reinado. Sus nuevas monedas de oro (emitidas en conjunto con las antiguas) de un cuarto de áureo y octavo áureo fueron pronto abandonadas (cada una se conoce por un solo ejemplar), y se han encontrado monedas de 1/16 de áureo, aunque es más probable que se trate de degradaciones deliberadas para aumentar las ganancias (el oro aksumita era, sin embargo, generalmente muy puro). La moneda de plata de Aphilas, sin embargo, emitida con la mitad del peso del anterior, se convirtió en el nuevo estándar aksumita para la plata hasta el final de la acuñación. La moneda más antigua era presumiblemente más valiosa de lo necesario, y la nueva moneda remedió el problema. Sin embargo, la emisión del bronce de Aphilas se duplicó a 4,83 gramos. La rareza de la moneda puede atestiguar su rápida retirada del mercado, como se supone con su cuarto áureo. Estas dos emisiones son las únicas de Aphilas que lo retratan de frente, en lugar de perfil.

### Ezana

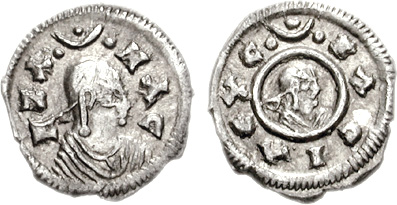
Moneda de plata de Ezana.

Durante el reinado de Ezana tuvo lugar un cambio importante tanto en el reino aksumita como en su acuñación como resultado del cambio de la religión oficial al cristianismo, uno de los primeros estados en hacerlo. Mientras que las monedas de Ezana en la primera mitad de su reinado son casi idénticas a las de Aphilas, con una reducción mínima de peso, las de su segunda mitad emplean diseños revolucionarios. Con su conversión al cristianismo, Ezana comenzó a incluir la Cruz en sus monedas, la primera vez que la cruz cristiana había aparecido en monedas en el mundo. Algunas de sus monedas cristianas de oro son del peso de la época previa a la reforma de peso de Constantino I en 324, lo que indica una conversión antes de esta fecha o tal vez unos pocos años después, ya que la moneda de Aksumite puede no haber cambiado de peso inmediatamente. Junto con la adopción de la Cruz en sus monedas vino, por supuesto, el abandono del símbolo de la estrella y la media luna en las monedas. Las monedas cristianas posteriores reflejan la adopción del estándar de 4,54 g de Constantino, con pesos teóricos en monedas de aksumitas que también bajaron a 1,70 g para las monedas de oro. También se han encontrado monedas de Ezana sin ningún símbolo, junto con monedas similares de su padre, Ousanas. Estas pueden reflejar una transición en la religión en Aksum cuando Frumentius estaba influenciando al padre de Ezana y reuniendo a los cristianos en el país, dando importancia a los escritos de Rufinus. La falta de símbolo puede reflejar una incertidumbre que sirve en cuanto a la mejor manera de exhibilir el cambio de religión del estado aksumita.

## Estándares de peso

### Monedas de oro
La moneda de oro pesaba en promedio 2,5-2,8 gramos y tenía un diámetro de 15-21 mm al comienzo de la emisión, en 270-300. Esto la convertía en medio áureo que pesaba 4,62-6,51 gramos en la época de Probus. La emisión del rey Israel (570-600) pesaba 1,5 gramos y tenía 17 mm de diámetro. El sólido romano de Maurice Tiberius era de 4,36-4,47 gramos. La mayoría de estas monedas se encontraron en Arabia del Sur y no en Aksum. El nombre se desconoce, por lo que se le denomina como Unidad AU.

### Monedas de plata
También a partir Endubis, estas monedas fueron de 2,11-2,5 gramos de peso, que es la mitad del peso de un antoniniano romano de 3,5-4,5 gramos. Un denario a principios del siglo III era de 2,5-3,00 gramos de 52 por ciento o menos de plata, pero las monedas de Aksum eran casi plata pura al principio y más tarde se degradaron. El nombre se desconoce, por lo que se le denomina Unidad AR.

### Moneda base
La mayoría de las monedas de bronce y plata se han encontrado principalmente en territorio de Aksum, con muy pocas piezas encontradas en Judea, Meroë y Egipto. Se basan aproximadamente en el tamaño de los antiguos As y Sestercios romanos en forma y grosor. El diseño también se desarrolló como las monedas romanas, primero siendo bueno, pero luego las imágenes se vuelven arcaicas e irreconocibles. El nombre se desconoce, por lo que se refiere como un diámetro de Æ en unidad de mm, como Æ17 para una moneda de 17 mm.

## Comercio
En el momento de la acuñación de monedas en Aksum, el estado ya tenía una larga historia comercial con Grecia, Roma, el Imperio Persa e India. Que la acuñación comenzara tan tarde es de hecho un poco sorprendente. El uso tardío de la moneda puede atribuirse a la falta de una economía desarrollada, necesaria para que la moneda sea aceptada. La mayoría de las monedas de Aksumite se encontraron en los grandes centros de comercio y muy pocas en pueblos remotos, donde el comercio se basaba más en el trueque y no en las monedas. De hecho, la motivación para la acuñación inicial de monedas de Aksum fue para el comercio exterior y los mercados, como lo demuestra el uso del griego en la mayoría de sus monedas. Además, las monedas de oro parecen haber sido destinadas principalmente al comercio externo, mientras que las monedas de cobre y plata probablemente circularon principalmente dentro del imperio aksumita, ya que las emisiones de oro generalmente especificaron "rey de los aksumitas" como título del rey aksumita, mientras que el título de las emisiones de plata y cobre generalmente solo contenía "rey". El uso internacional de las monedas aksumitas parece haber comenzado temprano, ya que se han encontrado en la India monedas del rey Ezana e incluso del rey Aphilas (el segundo regente de Aksumite que emitió monedas).

## Declive
Durante el siglo VII, el poder aksumita comenzó a fallar, y la sociedad etíope comenzó a retirarse hacia el interior de las tierras altas, y las zonas costeras se convirtieron en áreas periféricas (mientras que Adulis, en la costa, fue una vez la segunda ciudad de Aksum). Las monedas continuaron circulando, pero se restringieron a áreas más locales como Nubia, Arabia del Sur y el Cuerno de África.

## Arqueología
Debido a la naturaleza de las monedas (por ejemplo, proporcionando nombres de reyes), han demostrado ser esenciales en la construcción de una cronología de los reyes de Aksum. Se estima que el 98 por ciento de la ciudad de Aksum permanece sin excavar, y otras áreas aún más. Mediante el análisis del número de monedas producidas y el estilo de las mismas, los arqueólogos han sido capaces de construir una cronología aproximada, generalmente aceptada hasta los reyes de finales del siglo VI y VII. De los 20 reyes aksumitas atestiguados por sus monedas, las inscripciones corroboran la existencia de solo dos, que son los reyes más famosos: Ezana y Kaleb, cuyos reinados fueron períodos de excepcional prosperidad durante el apogeo del reino aksumita. Se han encontrado muchas monedas en el norte de Etiopía y Eritrea, la región central de Aksum, aunque se ha informado que se han encontrado monedas de Aksumite en Arato y Lalibela. También se han encontrado muchas monedas más lejos. Se han encontrado numerosos acumulaciones de monedas (siempre oro salvo una moneda de plata) en el sur de Arabia, mucho más que en la propia Aksum, dando quizás testimonio de la presencia aksumita en algunas partes de la región (quizás apoyando el uso de títulos que reclaman el control sobre partes de Arabia del Sur durante la época de GDRT). Los tesoros pueden ser los remanentes que quedaron en la época de Kaleb (posiblemente usados para pagar a los soldados), cuando estaba bajo un gobernador aksumita. Fuera del Cuerno de África y la península arábiga, se han encontrado monedas hasta en Israel, Meroe, Egipto e India. Las monedas de plata y cobre se encuentran principalmente en Aksum, aunque algunas se pueden rastrear hasta centros de peregrinación palestinos. Además de la evidencia histórica, el uso de las monedas de Ge'ez proporciona una valiosa información lingüística. Aunque rara vez se utiliza, la vocalización de Ge'ez que a veces se emplea en monedas aksumitas permite a los lingüistas analizar los cambios y desplazamientos vocálicos que no pueden representarse en los más antiguos alfabetos semíticos como hebreo, árabe, árabe del sur y Ge'ez sin vocalizar.